# Myiopharus
Myiopharus är ett släkte av tvåvingar. Myiopharus ingår i familjen parasitflugor.

## Dottertaxa tillMyiopharus, i alfabetisk ordning[1]
- Myiopharus aberrans
- Myiopharus albomicans
- Myiopharus ambulatrix
- Myiopharus ancillus
- Myiopharus angusta
- Myiopharus apicalis
- Myiopharus argentescens
- Myiopharus assimilis
- Myiopharus atra
- Myiopharus australis
- Myiopharus barbata
- Myiopharus basilaris
- Myiopharus brasiliensis
- Myiopharus calyptrata
- Myiopharus canadensis
- Myiopharus capitata
- Myiopharus carbonarius
- Myiopharus claripalpis
- Myiopharus commixta
- Myiopharus connexus
- Myiopharus dejecta
- Myiopharus dorsalis
- Myiopharus doryphorae
- Myiopharus dubia
- Myiopharus exigua
- Myiopharus floridensis
- Myiopharus frontalis
- Myiopharus fuliginipennis
- Myiopharus huascarayus
- Myiopharus hyalinipennis
- Myiopharus inconspicua
- Myiopharus infernalis
- Myiopharus levis
- Myiopharus lutzi
- Myiopharus luxatura
- Myiopharus macella
- Myiopharus magnicornis
- Myiopharus meridionalis
- Myiopharus metopia
- Myiopharus modesta
- Myiopharus moestus
- Myiopharus murinus
- Myiopharus nana
- Myiopharus neilli
- Myiopharus niger
- Myiopharus nigra
- Myiopharus nigricolor
- Myiopharus nigrifacies
- Myiopharus nigrisquamis
- Myiopharus nitida
- Myiopharus nitidiuscula
- Myiopharus orbitalis
- Myiopharus otiosa
- Myiopharus ovata
- Myiopharus palpalis
- Myiopharus parva
- Myiopharus parvula
- Myiopharus paulista
- Myiopharus pavida
- Myiopharus perplexa
- Myiopharus pirioni
- Myiopharus prompta
- Myiopharus pullula
- Myiopharus punctilucis
- Myiopharus securis
- Myiopharus secutoris
- Myiopharus sedulus
- Myiopharus serotina
- Myiopharus subaeneus
- Myiopharus timida
- Myiopharus unicolor
- Myiopharus vagabunda
- Myiopharus volucris
- Myiopharus yahuarmayana
- Myiopharus yahuarmayensis